# Venom (komiks)

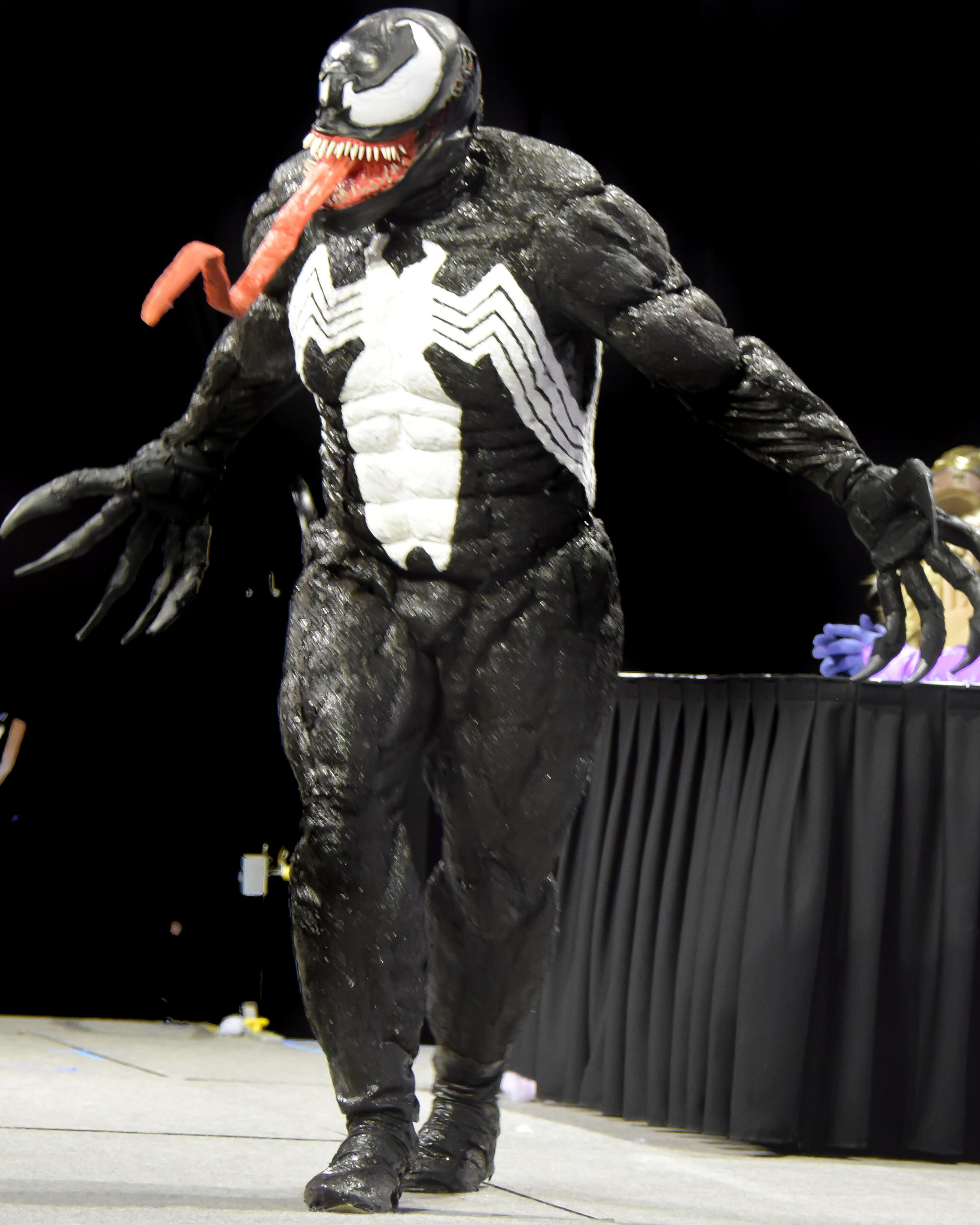
Venom.

Venom je postava z komiksu Spider-Man. Je to mimozemský symbiont, představující černou hmotu, která se přisaje na hostitele a způsobí u něj tělesné a psychické změny (zvýšení agresivity), které však nikdy nejsou v plné kontrole symbionta a jeho hostitel má vždy částečnou kontrolu nad jejich akcemi. Černý symbiotický kostým se objevil poprvé v čísle 252. Ultimate Spider-Man a postava v čísle 300 téhož časopisu.
Prvním hostitelem byl Tel-kat, speciální agent rasy Kree, který za pomocí speciálních tělesných úprav, tréninku a silných drog byl schopný symbionta plně ovládat. Při jedné záchranné misi byl nucen se ho vzdát a vypustit ho do vesmíru v záchranném modulu, aby ochránil pozici přísně tajné zbraně, kterou měl symbiont nevědomky v sobě.
Druhým hostitelem se stal Deadpool, který narazil na symbionta na mimozemské planetě, kam byli posláni hrdinové i padouši z celého světa v události Secret Wars. Samotný DeadPool pak našel symbionta v laboratoři na hrdinské základně ve své vlastní komiksové sérii Deadpools Secret Secret Wars. Ze začátku si myslel, že jde o pouhý kostým, ale když si uvědomil, že jde o živý organismus a že je s ním psychicky spojen, dobrovolně se jej vzdal, aby jeho šílená mysl nepoškodila symbionta. Jako poslední věc však nasměroval Spider-Mana (Petra Parkra), aby zkusil symbionta coby nový oblek, ale že je živý, mu však zmínit zapomněl.
Jeho prvním hostitelem na komiksové stránce byl Spider-Man, který se s ním vrátil na zem a okamžitě začal opět zachraňovat obyvatele New Yorku. Netrvalo to však dlouho a Spider-Man začal všímat, že se mění: začal být násilný, jak v osobním životě tak i jako alter ego. Byl také náladovější a arogantnější. Jeho spánek se také zhoršil vzhledem k tomu, že v noci nad ním symbiont přebíral kontrolu a chodil bojovat se zločinem sám. Poté, co si Spider-Man všiml, že se od něho jeho kostým odmítá oddělit, šel za Reed Richardsem, který mu řekl pravdu o symbiontovi. I přes jeho naléhání si ho Spider-Man nenechal odstranit, ale to se mu mohlo krutě vymstím vzhledem k tomu, že byl poté napaden Supem i s jeho novými pomocníky a vybavením. Spidermanovi se ho nakonec podařilo zahnat, ale symbiont se kompletně vymkl kontrole. Hříčkouosudu skončil Spider-Man v opuštěném kostele s velkým zvonem, který využil k tomu, aby ze sebe symbionta dostal. Ten se však bránil a i přes prohru se mu podařilo Spider-Mana úplně vyčerpat. Kdyby ho tam pak zrazený symbiont nechal, Spider-Man by to nepřežil.

## Filmová zpracování
- 2007 – Spider-Man 3 – roli Venoma / Eddieho Brocka si zahrál Topher Grace[4]
- 2018 – Venom – hlavní roli Venoma / Eddieho Brocka si zahrál Tom Hardy[5]
- 2020 – Venom 2: Carnage přichází – hlavní roli Venoma / Eddieho Brocka si zahrál Tom Hardy
- 2021 – Spider-Man: Bez domova – mezititulková scéna, ztvárnil Tom Hardy[6]
- 2024 – Venom: Poslední tanec – hlavní roli Venoma / Eddieho Brocka si zahrál Tom Hardy